# Stazione di Monte Sara
La stazione di Monte Sara è stata una fermata ferroviaria posta lungo la ex linea ferroviaria a scartamento ridotto Castelvetrano-Porto Empedocle chiusa nel 1978, era a servizio dell'area attrezzata Monte Sara, nel comune di Ribera.

## Storia
La stazione venne inaugurata nel  26 febbraio 1917 insieme alla tratta Ribera–Cattolica Eraclea. Nel 1978 la stazione cessò il suo funzionamento insieme alla tratta Porto Empedocle-Ribera.

## Strutture e impianti
Era composta da un fabbricato viaggiatori e dal solo binario di circolazione.